# Чекундинське сільське поселення
Чекунди́нське сільське поселення (рос. Чекундинское сельское поселение) — сільське поселення у складі Ульчського району Хабаровського краю Росії.
Адміністративний центр — село Чекунда.

## Населення
Населення сільського поселення становить 301 особа (2019; 353 у 2010, 516 у 2002).

## Склад
До складу сільського поселення входять:
| Населений пункт | Населення, осіб (2002) | Населення, осіб (2010) |
| --------------- | ---------------------- | ---------------------- |
| Аднікан, селище | 2                      | 0                      |
| Ельга, селище   | 209                    | 153                    |
| Чекунда, село   | 305                    | 200                    |